# PetroSA
PetroSA (полностью: Petroleum, Oil and Gas Corporation of South Africa) — национальная нефтегазовая корпорация ЮАР. Осуществляет добычу нефти и природного газа на шельфе ЮАР, а также владеет одним из крупнейших в мире заводов по газожидкостной конверсии.

## История
В 1965 году была основана компания Soekor, которая начала первые в ЮАР поиски нефти. Коммерчески значимых месторождений на материке обнаружено не было. В 1970-х годах начались поиски нефти и газа на шельфе, в 1980 году было обнаружено газовое месторождение F-A, а в 1983 году — E-M. В 1987 году в городе Мосселбай началось строительство завода по производству жидкого топлива из природного газа, который начал работу в 1992 году. В 1988 году было обнаружено первое в стране нефтяное месторождение Орикс.
В 2002 году по инициативе президента Табо Мбеки была создана Нефтегазовая корпорация Южной Африки (PetroSA), объединившая Soekor, Mossgas и часть Ассоциации стратегического топливного фонда. В 2007 году был утверждён проект строительства крупного нефтеперерабатывающего завода Мтомбо (Project Mthombo); на него было потрачено около 200 млн рэндов ($13 млн), но строительство так и не началось.

## Деятельность
Основные направления деятельности:
- поиск и добыча нефти и газа на территории ЮАР и других стран;
- участие в международных нефтегазовых проектах;
- производство синтетического топлива из природного газа (бензин, дизельное топливо, керосин и др.);
- строительство нефтеперерабатывающих заводов и топливной инфраструктуры;
- торговля нефтью, нефтепродуктами и нефтехимической продукцией.

Зарубежная деятельность включает проект в Гане и представительство в Роттердаме (Нидерланды).